# China In Her Eyes
China In Her Eyes (China en sus ojos) es el primer sencillo del noveno álbum de Modern Talking Year Of The Dragon. La canción fue compuesta y producida por Dieter Bohlen.

## Sencillos
CD-Maxi Hansa 74321 73181 2, 31.01.2000
1. China In Her Eyes (Video Version) - 3:09
2. China In Her Eyes (Vocal Version) - 3:46

CD-Maxi Hansa 74321 72297 2, 31.01.2000
1. China In Her Eyes (Video Version) - 3:09
2. China In Her Eyes (Vocal Version) - 3:46
3. China In Her Eyes (Extended Video Version) - 4:49
4. China In Her Eyes (Remix) - 4:25

## Charts
| Chart (2000) | Máxima posición |
| ------------ | --------------- |
| Alemania     | 8               |
| Austria      | 22              |
| España       | 6               |
| Estonia      | 3               |
| Grecia       | 24              |
| Hungría      | 7               |
| Líbano       | 15              |
| Lituania     | 9               |
| Moldavia     | 1               |
| Suecia       | 26              |
| Suiza        | 20              |

## Créditos
- Voz - Thomas Anders
- Música - Dieter Bohlen
- Letra - Dieter Bohlen
- Producción - Dieter Bohlen
- Coproducción - Luis Rodríguez
- Trabajo de arte - Ronald Reinsberg
- Fotografía - Wolfgang Wilde